# Antonio Sogliano
Antonio Sogliano, né le 13 juin 1854 à Naples et mort le 27 juillet 1942 dans la même ville est un professeur d'histoire et un archéologue italien.
Il est directeur des fouilles de Pompéi de 1905 à 1910.

## Biographie
Antonio Sogliano naît le 13 juin 1854 à Naples. Il rentre à l'école archéologique de Pompéi en 1873 où il devient l'élève de Giulio De Petra.
Il est nommé conservateur de la bibliothèque des fouilles de Pompéi en 1877, un an avant d'être diplômé de l'unsersité de Naples. 

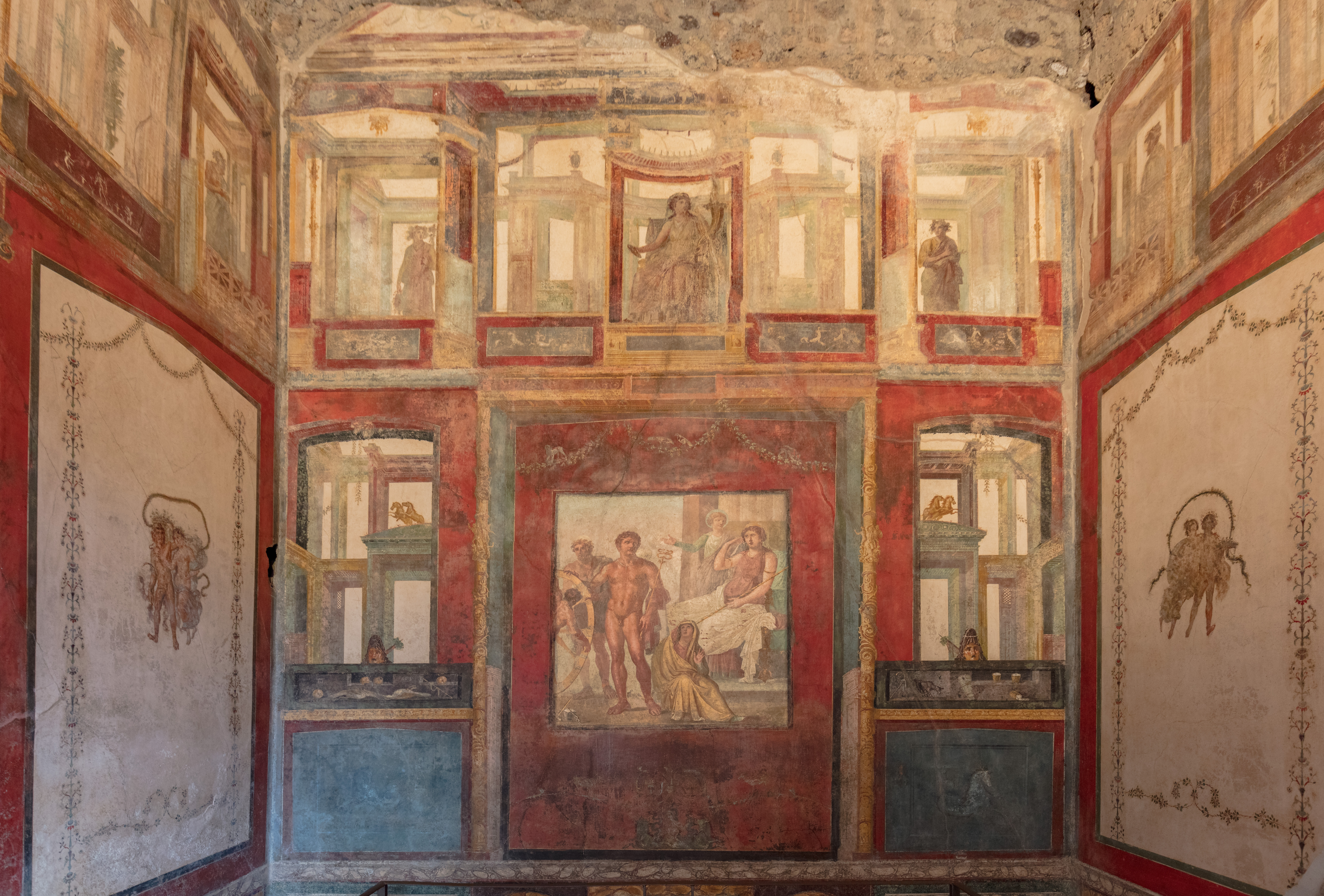
Fresques de la Casa dei Vettii.

Sogliano doit quitter ses fonctions dans la seconde partie des années 1890, accusé sans preuve d'être impliqué dans le scandale du Trésor de Boscoreale : une riche collection d'objets et de tableaux, trouvée par un particulier, est vendue à l'étranger avant que l'État et le musées de Naples ne soient intervenus. Le conservateur Giulio De Petra, également mis en cause, est contraint de démissionner. Il occupe alors plusieurs postes dont ceux de directeur du Musée national étrusque de la villa Giulia et du musée archéologique de Palerme.
À partir de 1905, revenu en grâce, il travaille aux côtés de De Petra, réintégré lui aussi en tant que directeur. Responsable des fouilles de Pompéi, il œuvre également à la sauvegarde des bâtiments existants, comme la Casa dei Vettii. En 1905 également, il commence à enseigner l'histoire des antiquités de Pompéi à l'université de Naples - Frédéric-II. En 1910, contraint de choisir entre ces deux activités jugées incompatibles, il choisit l'enseignement mais il cesse d'exercer le 1er novembre 1929, atteint par la limite d'âge.
Il devient, en 1920, membre de l'Académie des Lyncéens.
Antonio Sogliano meurt le 27 juillet 1942 à Naples.

## Publications
- (it) Le pitture murali campane scoverte negli anni 1867-79  (en collaboration avec Wolfgang Heilbig), Naples, Giannni, 1879, 166 p. (lire en ligne)